# Petersbächel
Petersbächel est un  ortsteil de Fischbach bei Dahn en Rhénanie-Palatinat.

## Histoire
Petersbächel est une ancienne commune de la Moselle cédée à la Prusse en 1815.

## Lieux et monuments

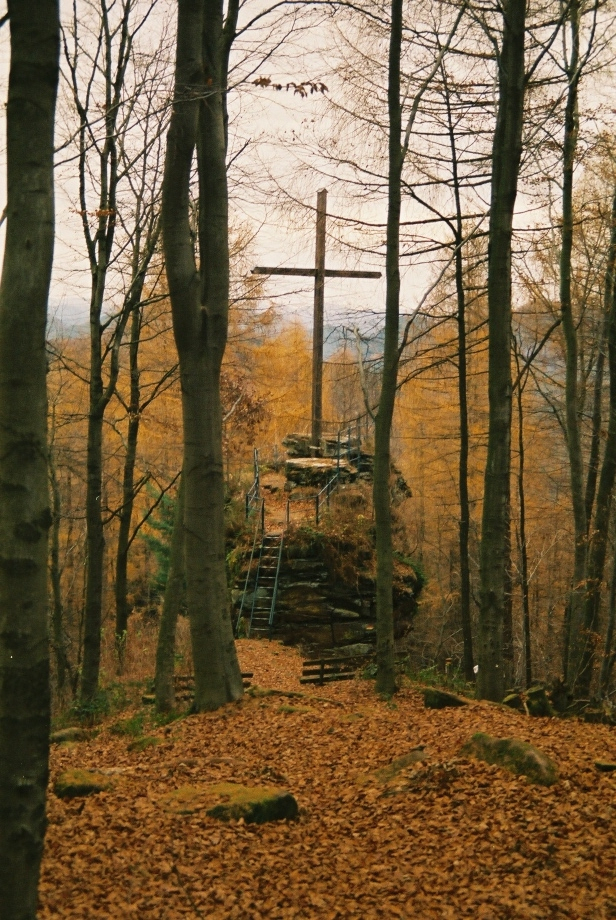
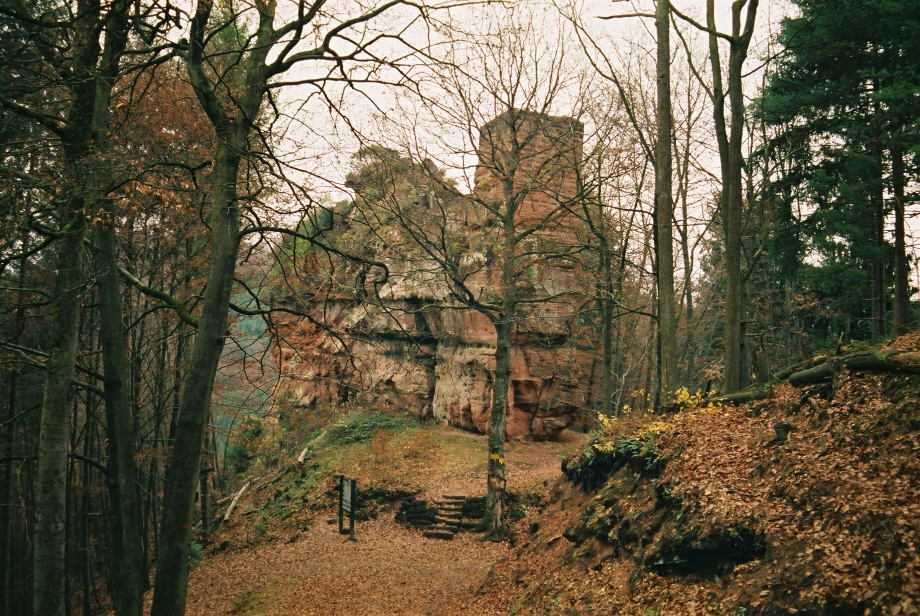
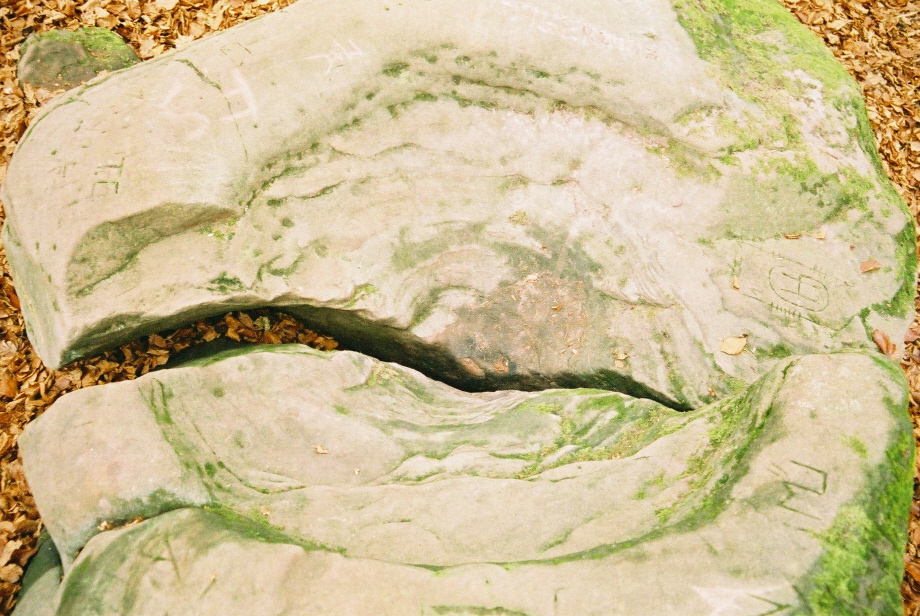